# Religiös sionism
Religiös sionism (hebreiska: ציונות דתית) är en politisk ideologi vars grundvärderingar härstammar från en kombination av sionismen med judendomen. En av förgrundsfigurerna var den tyske rabbin Zvi Hirsch Kalischer som år 1862 fastslog att det judiska folkets frälsning som omtalats i Profeterna endast kunde uppnås genom självhjälp.

## Historia
Den moderna religiösa sionismens främste ideolog var rabbi Abraham Isaac Kook som uppmuntrade judar att bosätta sig i Palestinamandatet men även att sekulära judar skulle ge större utrymme i samhället för religionen. Genom bosättning i det heliga landet skulle frälsning och eventuellt Messias komma, en långvarig och gradvis process enligt Kook.
Många religiösa sionister hamnade tidigt på kant med de sekulära och ibland även ateistiska arbetarsionister som strävade efter att skapa en modern socialistisk stat i Palestina, och sedermera även styrde Staten Israel under de första årtiondena i landets historia. Enligt religiösa sionister är Eretz Yisrael, det historiska landet Israel, snarare en gåva från Gud till de bibliska israeliterna.